# هاسبه نبوتسورا

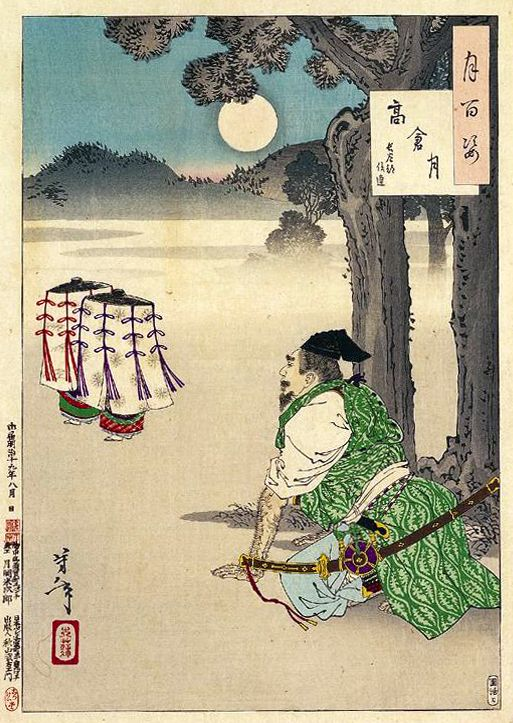
نگاره‌ای از هاسبه نبوتسورا، اثر هنرمند ژاپنی تسوکی‌اوکا یوشی‌توشی

هاسبه نبوتسورا (انگلیسی: Hasebe Nobutsura) فرمانده‌ای جنگی در دوره هی‌آن و اوایل دوره کاماکورا بود.